# Венцислав Харизанов
Венцислав Харизанов е български футболист. Играл е като десен бек и офанзивен халф за „Светкавица“, „Левски“ (Омуртаг), „Белите орли“ (Плевен), Ловико (Сухиндол), „Етър“ Аркус (Лясковец) и Чумерна (Елена). От есента на 2008 г. играе за ПФК Чавдар (Бяла Слатина).

## Статистика по сезони
- „Светкавица“ – 1993/94 – Б група, 6 мача/1 гол
- „Светкавица“ – 1994/95 – Б група, 17/3
- „Светкавица“ – 1995/96 – В група, 25/6
- „Светкавица“ – 1996/97 – В група, 28/9
- Варна ВНЛ – 1997/ес. - "
- „Светкавица“ – 1998/пр. - Б група, 10/1
- „Светкавица“ – 1998/99 – Б група, 27/1
- „Светкавица“ – 1999/00 – Б група, 29/1
- „Белите орли“ (Плевен) 2000/01В група, 6/2
- Ловико – 2001/пр. - В група, 6/0
- Ловико – 2001/ес. - В група, 14/3
- Етър – 2002/пр. - В група, 15/3
- Етър – 2002/ес. - В група, 14/5
- Беласица – 2003/пр. - Б група, 12/1
- Етър – 2003/04 – Б група, 11/1
- Аркус – 2004/05 – В група, 24/7
- Аркус – 2005/06 – В група, 31/18
- Чумерна – 2006/07 – В група
- Чумерна – 2007/08 – В група
- ПФК Чавдар (Бяла Слатина) – 2008/09 – Западна Б група,